# Sándor Noszály
Sándor Noszály (Budapest, 16 marzo 1972) è un ex tennista e allenatore di tennis ungherese.

## Biografia
Figlio di due saltatori in alto, si è brillantemente diplomato al liceo nel 1990, ma già due anni prima era diventato tennista professionista e addirittura membro della squadra ungherese in Coppa Davis, ruolo che terrà fino al 1996.
Considerato un virtuoso del serve-and-volley, ha espresso il suo miglior tennis sulla terra rossa.
In carriera ha vinto un titolo in doppio (il partner era Karim Alami). Come singolarista si è issato fino alla posizione numero 95 del ranking mondiale. Ha preso parte a due edizioni olimpiche: Barcellona 1992 (in doppio) e Atlanta 1996 (in singolo), uscendo entrambe le volte al primo turno. 
All'inizio del terzo millennio ha intrapreso l'attività di coach nel suo Paese, pur proseguendo nell'agonismo. Si è ritirato molto tardi, nel 2014, a 42 anni. Oggi allena prevalentemente negli USA, a Los Angeles, dove vive da tempo.

## Vita privata
Ha una figlia, nata nel 2003 da una relazione conclusasi subito dopo.